# Torre de Ca l'Estefania Plaza
La Torre de Ca l'Estefania Plaza és una obra del municipi de Vila-seca (Tarragonès) declarada bé cultural d'interès nacional.

## Descripció
La torre del carrer Verge de la Pineda, 9 pertany més aviat al segon recinte emmurallat, juntament amb la que hi ha a l'avinguda de la Mare de Déu de la Pineda, 38-40 -anomenada Torre de la Ramona o torre de l'Irè-, no coincideix amb les altres onze torres que defensaven clarament el clos de la vila. Es troba en bon estat de conservació. Podem veure trossos de dues portes afrontades, una d'arc de mig punt adovellat, rebaixat per la part de dins. A l'altura del tercer pis hi ha les mènsules del matacà, descentrat respecte de la porta. La casa a la qual pertany és una construcció del 1616 tal com mostra l'escut del pati interior. És el fruit de transformacions diverses.

## Història
La població de Vila-seca es defensava mitjançant un seguit de torres -dotze concretament, algunes de les quals s'han conservat fins als nostres dies- que formaven un doble clos emmurallat. Aquestes torres tenen en comú la planta quadrangular, la distribució interior dels pisos, el tipus de material constructiu emprat i la forma de construcció. En origen podrien haver tingut merlets, però no s'observa cap senyal de l'existència de matacans. El gruix dels murs està al voltant dels 75 cm.